# Nébuleuse du Petit Fantôme
NGC 6369, aussi appelée la nébuleuse de Petit Fantôme, est une nébuleuse planétaire située dans la constellation d'Ophiuchus. NGC 6369 a été découverte par l'astronome germano-britannique William Herschel en 1784.

## Observation

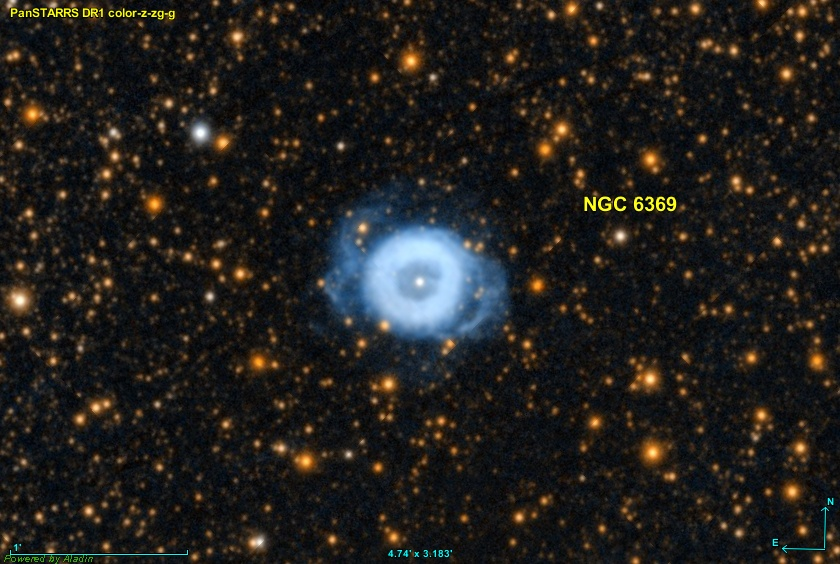
NGC 6369 en lumière visible par le relevé Pan-STARRS. En raison de sa faible luminosité, cette nébuleuse est connue des astronomes amateurs comme la nébuleuse du Petit Fantôme.

Avec une magnitude visuelle apparente de 11,4, on doit utiliser un télescope dont l'ouverture est d'au moins 150 mm pour l'observer.

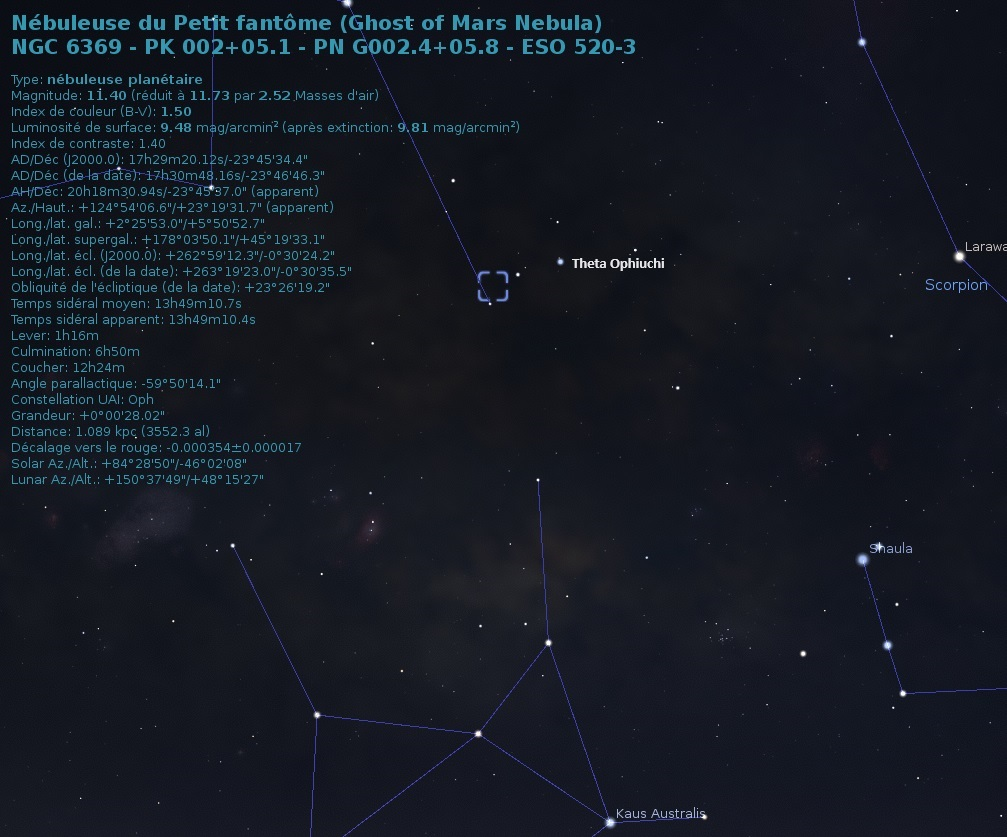
Localisation de NGC 6369 dans la constellation d'Ophiuchus (Stellarium).

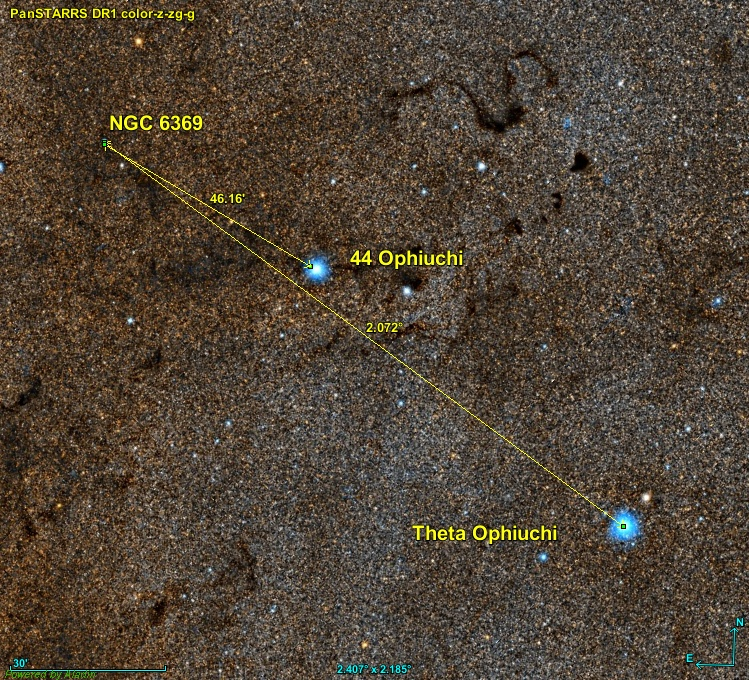
Position de NGC 6369 par rapport à deux étoiles.

La nébuleuse NGC 6369 est située à environ 2,1 degrés au nord-est de Theta Ophiuchi, une étoile de magnitude 3,27, et à 46 minutes d'arc de 44 Ophiuchi, une étoile de magnitude 4,16.

## Caractéristiques

### Distance, taille et vitesse
Le logiciel en ligne Aladin Lite permet de consulter les données astronomiques de plusieurs catalogues, dont le « GAIA EARLY DATA RELEASE 3 (GAIA EDR3) ». La parallaxe de NGC 7094 est égale à 0,918 4 ± 0,049 4 mas, ce qui correspond à une distance de 1089 +62
−56 pc.
La taille apparente de la nébuleuse est de 0,63 minutes d'arc, ce qui, compte tenu de la distance et grâce à un calcul simple, équivaut à une taille réelle de 0,65 +0,03
−0,04 al.
Deux valeurs identiques de la vitesse sont indiquées sur la base de données Simbad, soit −106 ± 5 km/s,.

### Structure et composition
Une étude d'images optiques à bande étroite, ainsi que des observations infrarouges réalisées au sol et dans l'espace, on révélé que NGC 6369 est une nébuleuse à double coquille constituée d'une coquille interne brillante possédant de faibles extensions bipolaires et d'une enveloppe filamentaire. Son enveloppe interne peut être décrite comme une structure en forme de tonneau munie de protubérance polaires en forme de bulle. Les observations révèlent aussi un forte émission d'hydrogène moléculaire (H2) et d'hydrocarbure aromatique polycyclique (HAP) provenant d'une région de photoionisation avec des inclusions moléculaires à l'extérieur de la coquille interne. L'aspect noueux de l'enveloppe externe, l'absence de preuve cinématique de l'expansion de la coquille et les émissions ioniques externes à la région de photoionisation suggèrent que l'enveloppe externe de NGC 6369 n'est pas une véritable coquille, mais une structure aplatie située dans ses régions équatoriales.
La photographie prise par le télescope spatial Hubble nous révèle des détails invisibles pour les télescopes au sol en raison des distorsions produites par notre atmosphère. L'anneau vert bleu près du centre est énergisé par la lumière ultraviolette de l'étoile centrale qui ionise le gaz. À plus grande distance, la lumière UV devient moins intense et le processus d'ionisation moins efficace, ce qui explique le changement de couleur vers le rouge. La nébuleuse renferme également une source diffuse de rayon X.
La nébuleuse renferme une forte quantité d'HAP ainsi que du carbure de silicium (SiC). Aucune raie spectrale du fer doublement ionisé (Fe++) n'est présent dans son spectre. De plus, une analyse chimique approfondie de 12 nébuleuses planétaires a permis de constater que NGC 6369 est celle qui présentait la plus basse teneur en soufre. Cette étude a permis d'estimer que la masse du progéniteur était comprise entre 1,5 et 2,5 {\displaystyle M_{\odot }}.

### Étoile centrale et âge
L'étoile centrale présente un spectre de type WC, où la lettre C indique qu'il est dominé par des raies du carbone. Selon Freeman et ses collègues, la température de l'étoile centrale avoisine les 66 kK et l'âge de la nébuleuse est d'environ 3 000 ans. La nébuleuse ne présente pas d'hélium doublement ionisé, ce qui implique que son étoile centrale est relativement froide comparée à d'autres nébuleuse planétaire.

## Galerie

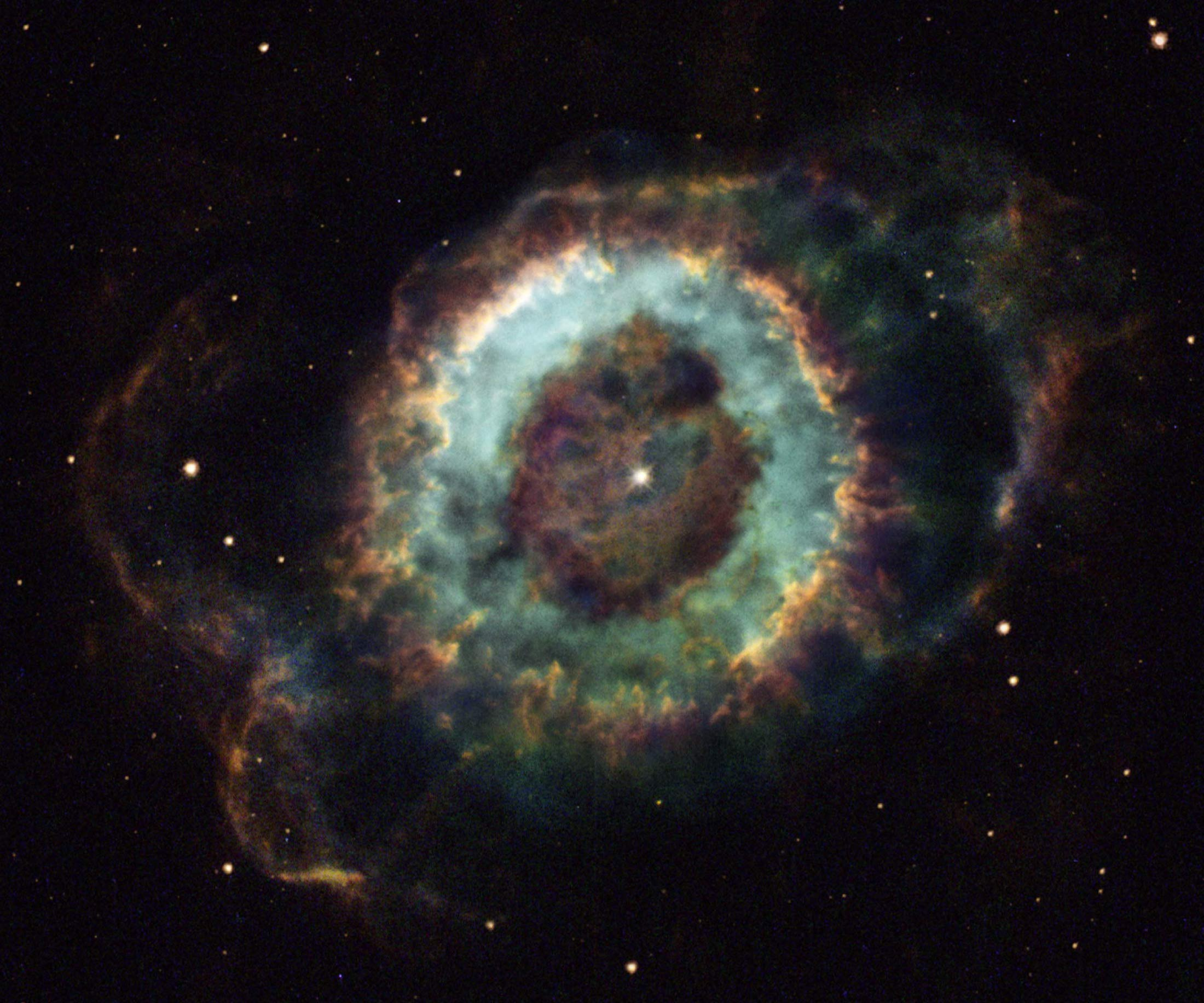
NGC 6369 par le télescope spatial Hubble.
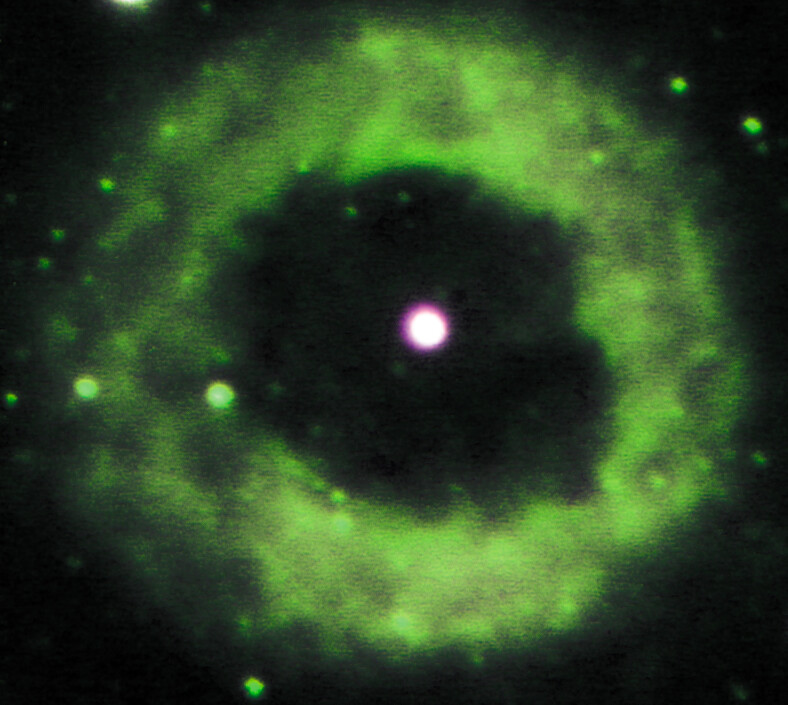
NGC 6369 par le centre de recherche et développment NOIRLab.
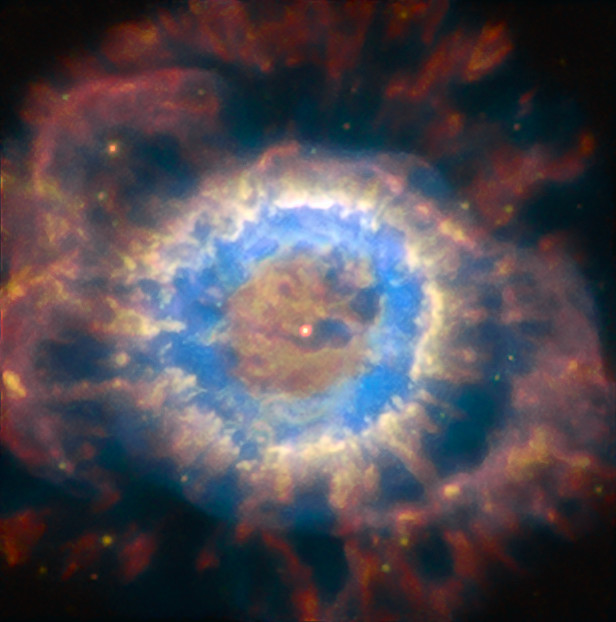
Par le spectrogrphe 3D MUSE installé sur le Très Grand Télescope.
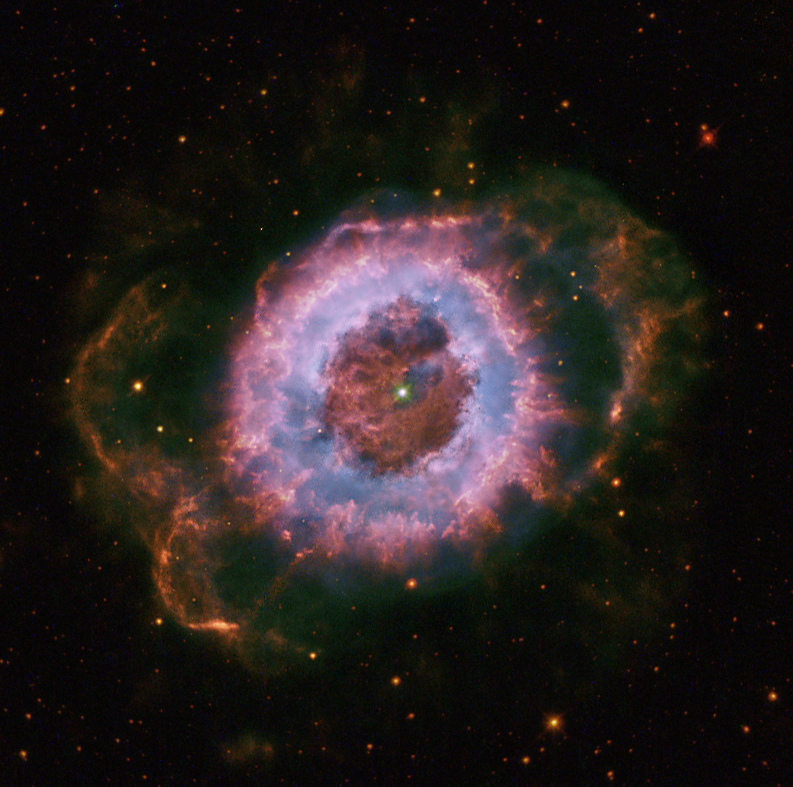
Autre interprétation des données captées par le télescope spatial Hubble.
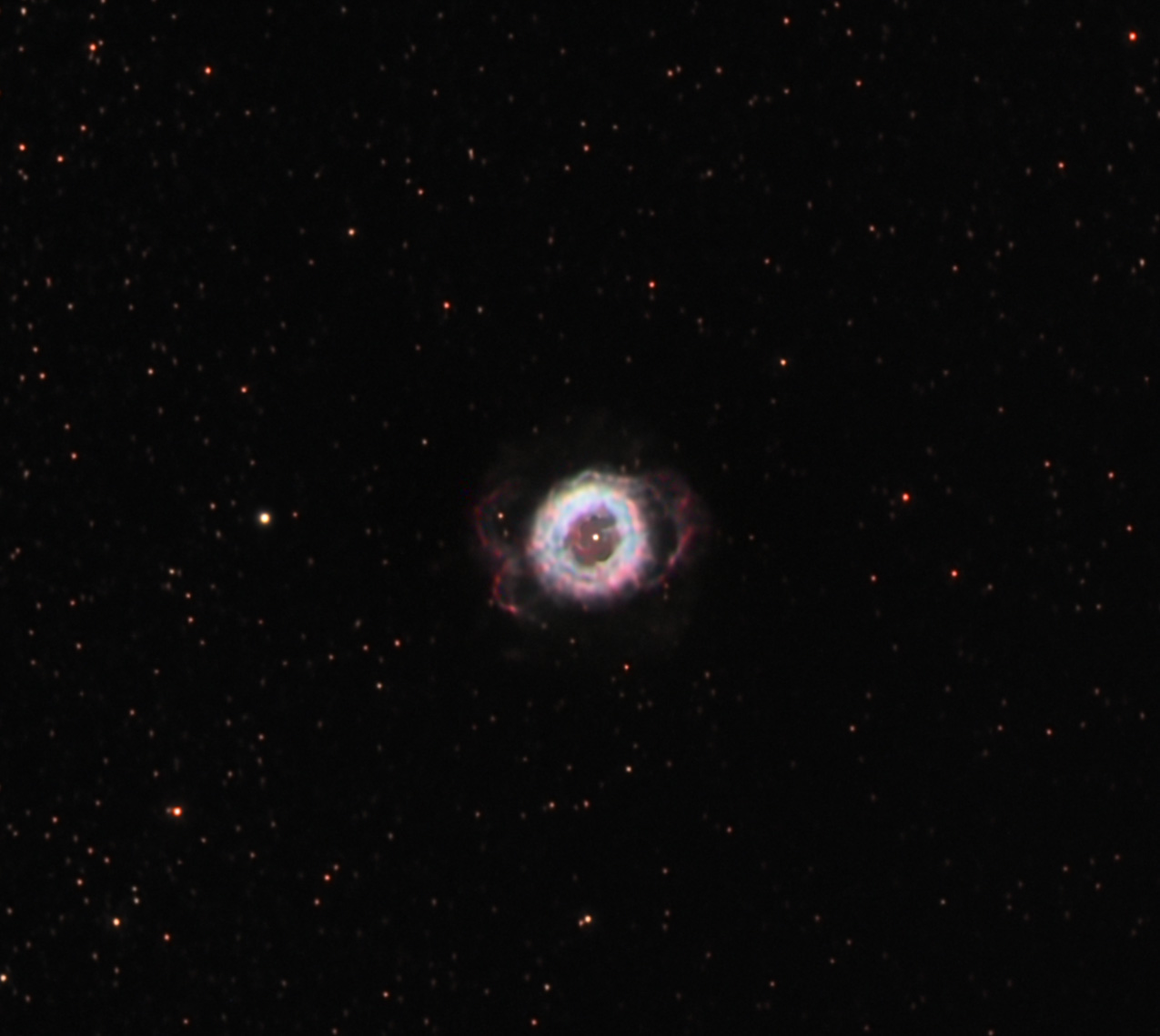
NGC 6369 par Adam Block (Observatoire du mont Lemmon/Université de l'Arizona).